# أنابل ألونسو
أنابل ألونسو (بالإسبانية: Anabel Alonso)‏ هي مقدمة تلفزيونية وممثلة إسبانية، ولدت في 11 نوفمبر 1964 في باراكالدو في إسبانيا.

## أعمال

### أفلام
- (2016) ملكة إسبانيا

## وصلات خارجية
- أنابل ألونسو على موقع IMDb (الإنجليزية)
- أنابل ألونسو على موقع ألو سيني (الفرنسية)
- أنابل ألونسو على موقع أول موفي (الإنجليزية)
- أنابل ألونسو على موقع قاعدة بيانات الأفلام السويدية (السويدية)
- أنابل ألونسو على موقع قاعدة بيانات الفيلم (الإنجليزية)
- أنابل ألونسو على موقع كينوبويسك (الروسية)